# Fußball-Regionalliga 2025/26
Die Saison 2025/26 der Regionalliga ist die 18. Saison der Fußball-Regionalliga als vierthöchste Spielklasse in Deutschland. Seit der Saison 2018/19 steigen vier Mannschaften in die 3. Liga auf. In dieser Saison stellen die Meister der Regionalligen Südwest, West und Nord je einen direkten Aufsteiger. Die Meister der Regionalliga Bayern und der Regionalliga Nordost spielen in einem Aufstiegs-Play-off um den vierten Aufstiegsplatz.

## Regionalligen
- Regionalliga Bayern 2025/26 mit 18 Mannschaften aus dem Bayerischen Fußball-Verband (BFV)
- Regionalliga Nord 2025/26 mit 18 Mannschaften aus dem Norddeutschen Fußball-Verband (NFV)
- Regionalliga Nordost 2025/26 mit 18 Mannschaften aus dem Nordostdeutschen Fußballverband (NOFV)
- Regionalliga Südwest 2025/26 mit 18 Mannschaften aus dem Fußball-Regional-Verband Südwest und dem Süddeutschen Fußball-Verband (SFV) mit Ausnahme des Bayerischen Fußball-Verbandes
- Regionalliga West 2025/26 mit 18 Mannschaften aus dem Westdeutschen Fußballverband (WDFV)

## Aufstiegsspiele
An den Aufstiegsspielen zur 3. Liga nehmen die jeweils besten und zum Aufstieg berechtigten Mannschaften der Regionalligen Bayern und Nordost teil. Der Sieger nach Hin- und Rückspiel steigt auf.
Bei einem Teilnahmeverzicht von Mannschaften, oder falls sich aus einer Regionalliga keine Mannschaft sportlich qualifiziert, werden Freilose vergeben.
Folgende Mannschaften qualifizierten sich sportlich für die Aufstiegsspiele:
- Meister der Regionalliga Bayern 2025/26:
- Meister der Regionalliga Nordost 2025/26:

| Datum |                | Gesamt |                 | Hinspiel | Rückspiel |
| ----- | -------------- | ------ | --------------- | -------- | --------- |
|       | Meister Bayern |        | Meister Nordost |          |           |